# اسکادران ۱۱۷ اسرائیل
اسکادران ۱۱۷ اسرائیل (انگلیسی: 117 Squadron) گردان هوایی نیروی هوایی اسرائیل است، که با نام اسکادران جت اول نیز شناخته می‌شود. این اسکادران در سال ۱۹۵۳ تأسیس شد و از سال ۲۰۲۰ یک اسکادران آموزشی برای خلبانان جنگنده اف-۳۵ است که در پایگاه هوایی نواتیم مستقر می‌باشد.

## تاریخچه
پیش از آنکه در سپتامبر ۲۰۲۰ پس از ۶۷ سال خدمت تعطیل شود، اسکادران ۱۱۷ یک اسکادران جنگنده اف-۱۶ مستقر در پایگاه هوایی رامات دیوید بود. این اسکادران در ۱۷ ژوئن ۱۹۵۳ در آنجا مستقر شد و اولین جنگنده جت اسرائیل، گلاستر متئور، را با انواع تی.۷ (آموزشی دو نفره)، اف.۸ (جنگنده) و اف‌آر.۹ (شناسایی) به پرواز درآورد.
در ژوئیه ۲۰۲۱، ایرفورس تکنولوژی گزارش داد که نیروی هوایی اسرائیل اسکادران ۱۱۷ «جت اول» را به عنوان یک اسکادران آموزشی در بخش اف-۳۵ نیروی هوایی اسرائیل، مستقر در پایگاه هوایی نواتیم در نقب، دوباره تأسیس کرده است. این یگان به محض اینکه تعداد کافی جت از ایالات متحده برسد، به یک اسکادران عملیاتی تبدیل خواهد شد.